# Russ Hamilton
Russ Hamilton (Detroit, 1948) é um jogador de pôquer profissional americano, foi campeão da Série Mundial de Pôquer em 1994. 

## Braceletes na Série Mundial de Pôquer
| Ano  | Preço de Inscrição (Buy-In) | Evento                      | Prêmio (US$)     |
| ---- | --------------------------- | --------------------------- | ---------------- |
| 1994 | $10,000                     | Campeonato No Limit Hold'em | US$ 1.000.000,00 |